# Antanas Šurna

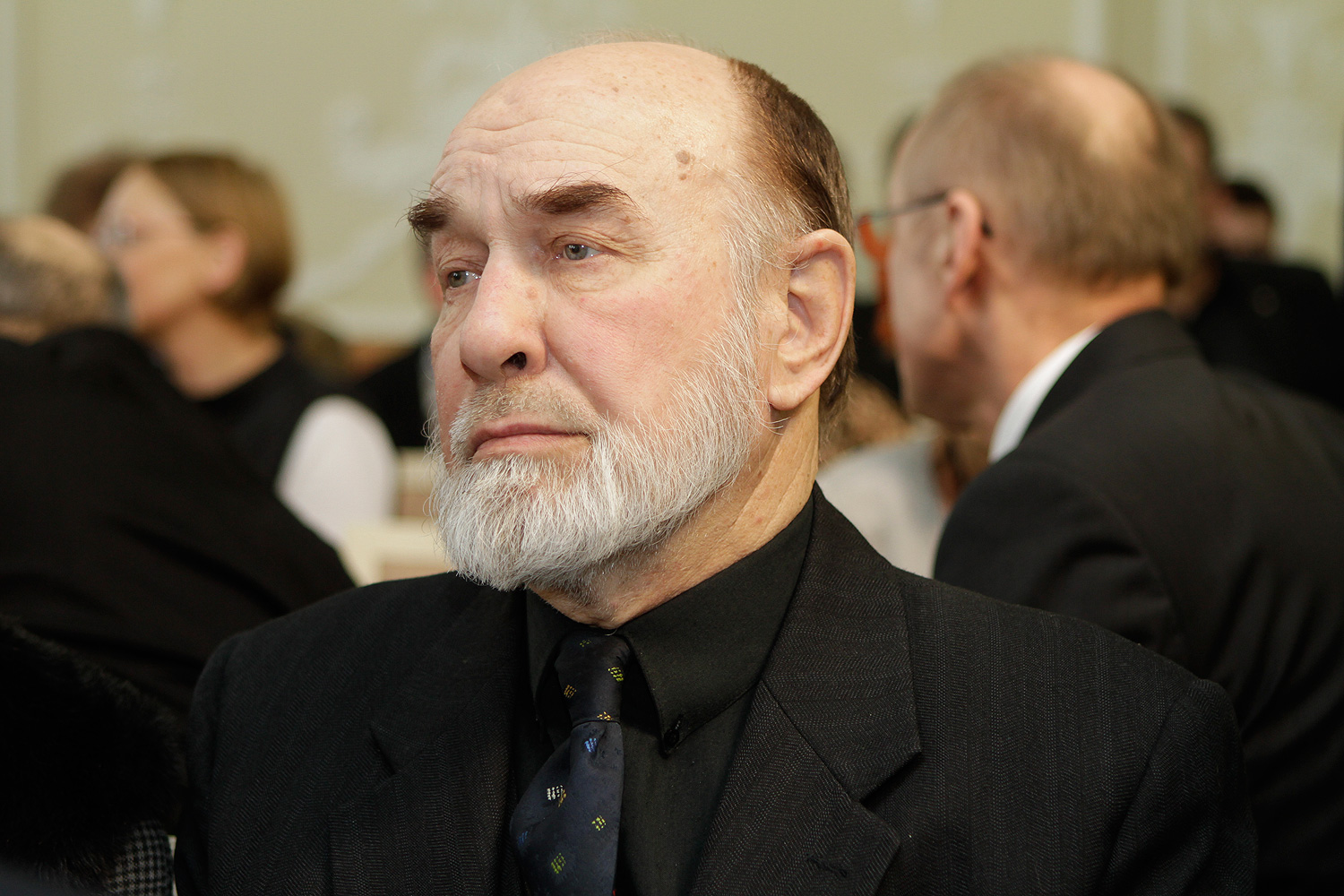
Antanas Šurna

Antanas Šurna (* 27. März 1940 in Kaunas; † 19. Mai 2014 in Vilnius) war ein litauischer Theater- und Filmschauspieler.

## Leben
Von 1958 bis 1962 studierte Šurna an der Musik- und Theaterakademie Litauens in Vilnius. Von 1963 bis 1964 spielte er am Nationaldramatheater Kaunas (litauisch: Nacionalinis Kauno dramos teatras) und von 1964 bis 1965 am Theater in Šiauliai (litauisch: Šiaulių dramos teatras). Ab 1964 war er auch in Filmen zu sehen. Von 1992 bis 1997 leitete er das Valstybinis jaunimo teatras in Vilnius.
Sein Grab befindet sich im Friedhof Antakalnis, auf dem Künstler-Hügel (Menininkų kalnelis).

## Filmografie

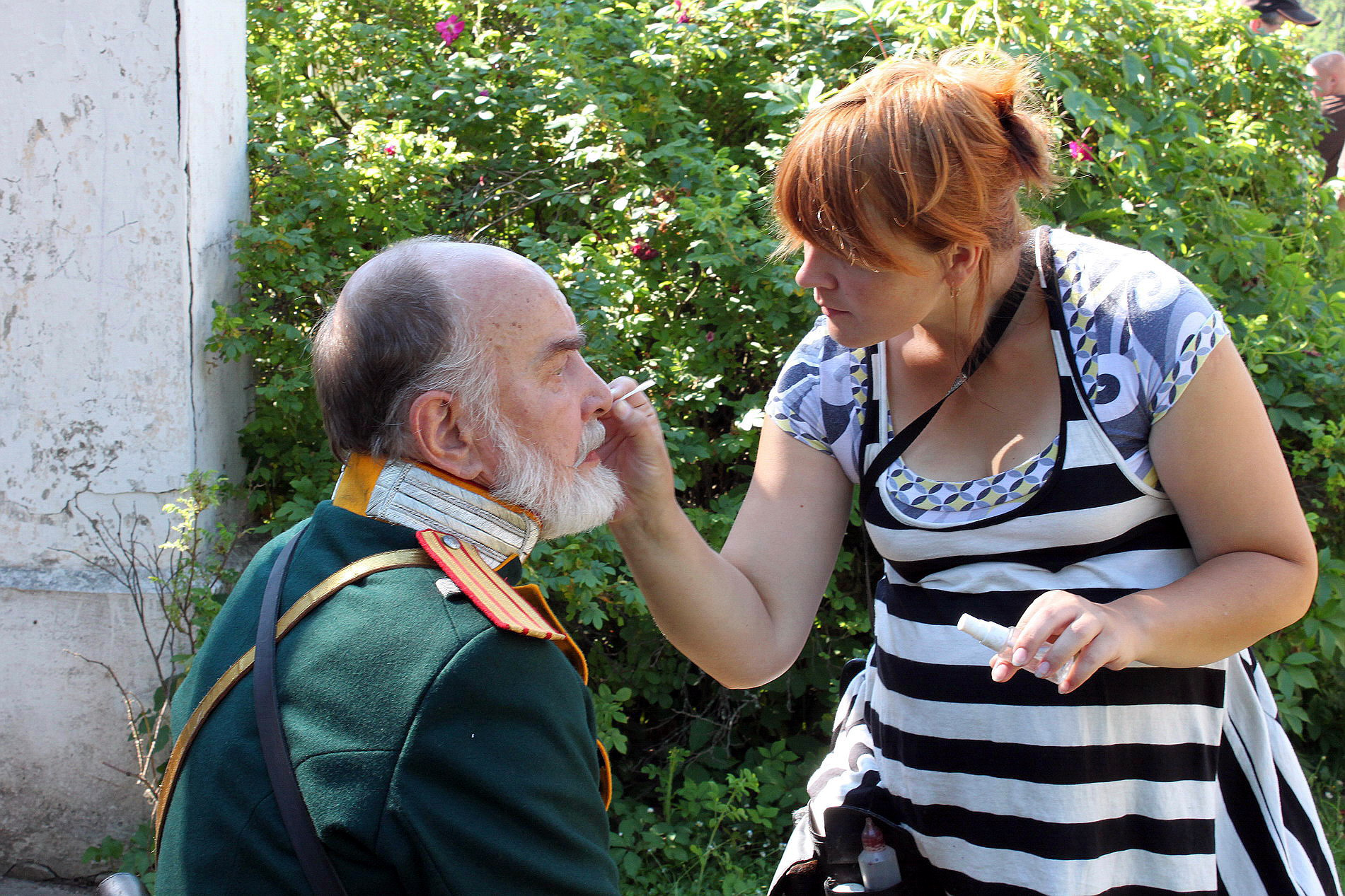
Antanas Šurna bei den Dreharbeiten zu Tadas Blinda. Pradžia in Renava, Mažeikiai (2010)

- 1963: Vienos dienos kronika (deutsch: Chronik eines Jahres, Regie: Vytautas Žalakevičius)
- 1966: Niekas nenorėjo mirti (deutsch: Niemand wollte sterben, Regie: Vytautas Žalakevičius)
- 1969: Ave, Vita (Regie: Almantas Grikevičius)
- 1970: Muzhskoye leto (deutsch: Waldbande, Regie: Marijonas Giedrys)
- 1971: Žaizdos žemės mūsų (Regie: Marijonas Giedrys)
- 1972: Herkus Mantas (deutsch: Gerkus Mantas, Regie: Marijonas Giedrys)
- 1974: Perskeltas dangus (deutsch: Zerschmetterter Himmel, Regie: Marijonas Giedrys)
- 1975: Smokas ir Mažylis (Regie: Raimondas Vabalas)
- 1975: Atpildo diena (Regie: Algimantas Puipa, Stasys Motiejūnas)
- 1976: Sodybų tuštėjimo metas (Regie: Almantas Grikevičius)
- 1977: Riešutų duona (deutsch: Nußbrot, Regie: Arūnas Žebriūnas)
- 1977: Dulkės saulėje (Regie: Marijonas Giedrys)
- 1978: Nebūsiu gangsteris, brangioji (Regie: Algimantas Puipa)
- 1979: Sužeista tyla (Regie: Algimantas Kundelis)
- 1979: Mažos mūsų nuodėmės (Regie: Henrikas Šablevičius)
- 1980: Rungtynės nuo 9 iki 9 (Regie: Raimondas Vabalas)
- 1980: Kelionė į rojų (Regie: Arūnas Žebriūnas)
- 1982: Berniūkščiai (Regie: Saulius Vosylius)
- 1983: Moteris ir keturi jos vyrai (Regie: Algimantas Puipa)
- 1984: Čia mūsų namai (Regie: Saulius Vosylius)
- 1986: Benjaminas Kordušas (Regie: Vidmantas Bačiulis)
- 1989: Chameleonas (Regie: Saulius Vosylius)
- 1990: Žalčio žvilgsnis (Regie: Gytis Lukšas)
- 1999: Elzė iš Gilijos (deutsch: Elzes Leben, Regie: Algimantas Puipa)
- 2001: Likimo valsas (Fernsehserie, Regie: Maris Martinsons)
- 2008: Pilotas (Regie: Saulius Vosylius)
- 2008: Defiance – Für meine Brüder, die niemals aufgaben (Regie: Edward Zwick)
- 2011: Giminės. Po dvidešimt metų (Fernsehserie, Regie: Saulius Vosylius)
- 2011: Tadas Blinda. Pradžia (Regie: Donatas Ulvydas)

## Auszeichnungen
- 1973: Staatspreis von Sowjetlitauen
- 1975: Verdienter Artist von Sowjetlitauen
- 2000: Gedimino ordinas, 5. Stufe[4]
- 2012: Kultur- und Kunstpreis der Regierung Litauens[5]